# Gonatium occidentale
Gonatium occidentale là một loài nhện trong họ Linyphiidae.
Loài này thuộc chi Gonatium. Gonatium occidentale được Eugène Simon miêu tả năm 1918.